# Ernest Francisco Fenollosa
Ernest Francisco Fenollosa (18. února 1853 Salem, Massachusetts – 21. září 1908 Londýn, Spojené království) byl americký historik umění, profesor filozofie a sociologie, významný pedagog. Během modernizace Japonska v období Meidži se stal nadšeným orientalistou, který učinil mnoho pro zachování tradičního japonského umění. Byl profesorem filozofie a politické ekonomie na Tokijské univerzitě.

## Životopis

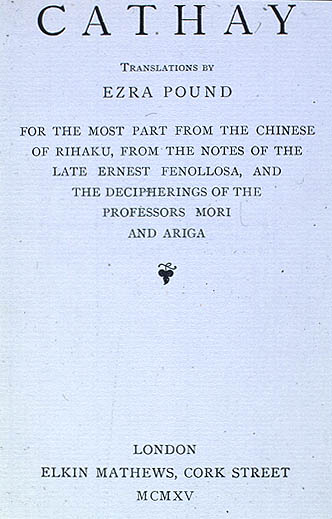
Titulní stránka básně Ezra Pounda Cathay, překlad Fenollosa, rok 1915

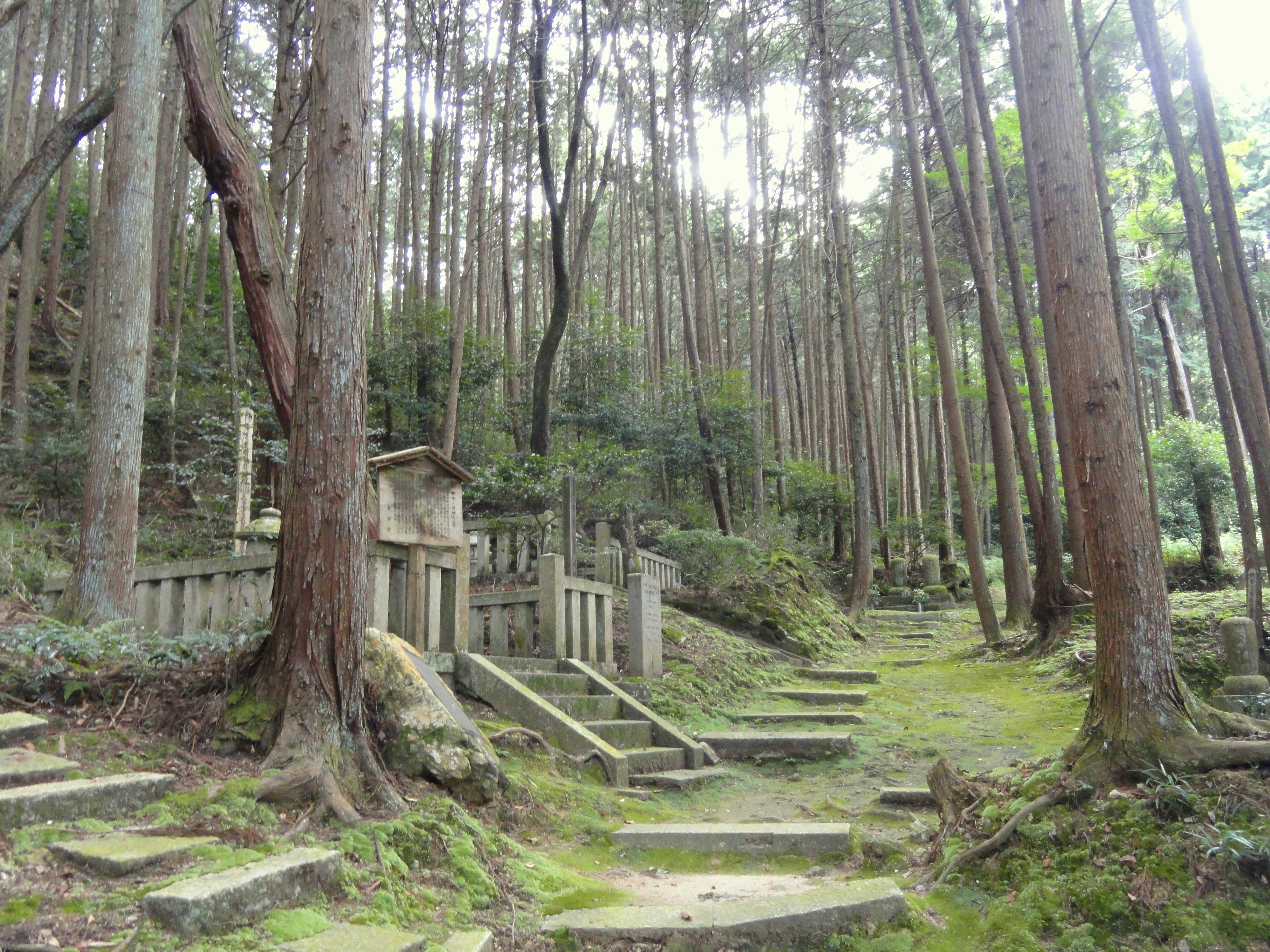
Fenollosův hrob

Ernest Fenollosa se narodil v roce 1853 jako syn Manuela Francisco Ciriaco Fenollosy, španělského pianisty a Mary Silsbee. Před studiem filozofie a sociologie na Harvardově univerzitě navštěvoval veřejné školy v rodném městě Salem ve státě Massachusetts. Na Harvardově univerzitě promoval v roce 1874.
Rok studoval na umělecké škole Bostonského muzea výtvarných umění. V té době se oženil s Elizabeth Goodhue Millettovou. V roce 1878 byl pozván do Japonska americkým zoologem a orientalistou Edwardem S. Morsem, aby vyučoval politickou ekonomii a filozofii na Imperial University v Tokiu. Jeho asistentem byl japonský učenec Okakura Kakuzó, se kterým Fenollosa studoval starobylé chrámy, svatyně a japonské umělecké poklady. Během doby strávené v Japonsku, Fenollosa pomohl vytvořit spolu s japonskými umělci Kanó Hógaiem (1828–1888) a Hašimotem Gahó (1835–1908) japonský styl malby zvaný nihonga. V květnu 1882 vydal přednášku na téma An Explanation of the Truth of Art (Vysvětlení pravdy o umění), která byla široce rozšířena a citována.
Po osmi letech na univerzitě pomohl založit Tokyo School of Fine Arts (Tokijskou školu výtvarných umění) a Tokijské císařské muzeum, kde v roce 1888 působil jako ředitel. V tomto období pomáhal při návrhu textu zákona na ochranu japonských chrámů a svatyň a jejich uměleckých pokladů.
Hluboce ovlivněný životem v Japonsku, Fenollosa konvertoval k buddhismu a dostal jméno Teishin. Přijal také japonské jméno Kano Eitan Masanobu podle malíře Kano Eitana Masanobu, který byl dvorním malířem šóguna Tokugawy a byl malířem japonské umělecké školy Kanó. Fenollosa také sepsal první inventář národních pokladů Japonska. Výsledkem této činnosti byl objev starých čínských svitků, které v minulých stoletích do Japonska donesli mniši na svých cestách. Zachránil mnoho buddhistických artefaktů, které by jinak byly zničené hnutím Haibutsu kishaku. (Haibutsu kishaku (廃 仏 毀 釈), doslovně zrušit buddhismus je idea, která obhajuje vyhnání buddhismu z Japonska a během období Meidži byla provázená ničením buddhistických chrámů, obrazů a textů a zavedla nucený návrat buddhistických mnichů k světskému životu.) Za tyto úspěchy byl Fenollosa vyznamenán japonským císařem období Mejdži řády Order of the Rising Sun (Řád vycházejícího slunce) a Order of the Sacred Treasures ( Řád posvátných pokladů.)
Fenollosa během svého pobytu v Japonsku shromáždil velkou osobní sbírku japonského umění. V roce 1886 svou sbírku prodal bostonskému lékaři a filantropovi Charlesu Goddardu Weldovi (1857–1911) za podmínky, že sbírku věnuje muzeu výtvarných umění v Bostonu. Dnes má bostonské muzeum jednu z největších sbírek japonského umění, obsahuje kolem 100 000 položek. V roce 1890 se vrátil do Bostonu, kde působil jako kurátor katedry orientálního umění. Fenollosa byl požádám, aby vybral exponáty japonského umění pro Světovou Kolumbijskou výstavu konanou roku 1893 v Chicagu. Také zorganizoval první výstavu čínského malířství v Bostonu v roce 1894. O dva roky později publikoval Masters of Ukiyoe (Mistři ukiyoe), historický popis japonských obrazů a ukiyo-e tisků vystavených v budově New York Fine Arts.
Fenollosa se rozvedl se svou manželkou a takřka okamžitě se oženil roku 1895 se spisovatelkou Mary McNeill Scott (1865–1954). Puritánská společnost v Bostonu byla velmi pobouřena a Fenollosa byl v roce 1895 z muzea propuštěn.
V roce 1897 se vrátil do Japonska, aby přijal pozici profesora anglické literatury na University of Tsukuba (Tokijské univerzitě). Spisovatel a novinář Lafcadio Hearn považoval Fenollosu za svého přítele; a Hearn téměř věřil, že navštěvuje profesorův domov příliš často.
V roce 1900 se Fenollosa vrátil do Spojených států psát a přednášet o Asii. Jeho práce z roku 1912 se ve dvou svazcích zaměřuje na japonské umění před rokem 1800. Tisky malíře Kacušiky Hokusaie popisoval jako okno krásy, než se japonské umění stalo příliš moderním na jeho vkus: Hokusai je skvělý designér, tak jako Kipling a Whitman jsou skvělí básníci. Mohl by být zván japonským Dickensem. Arthur Wesley Dow řekl o Fenollosovi, že byl nadaný, měl brilantní mysl s velkými analytickými schopnostmi, tento vzácný dar mu umožnil nahlédnout do podstaty výtvarného umění tak, jako málokomu.
Po jeho smrti v Londýně v roce 1908, Fenollosova vdova svěřila jeho nepublikované poznámky o čínské poezii a japonském dramatu Nó známému americkému básníkovi Ezra Poundovi a Williamu Butler Yeatsovi. Pound je pak využil pro stimulaci rostoucího zájmu o literaturu dálného východu mezi spisovateli modernisty. Pound následně dokončil Fenollosovu práci s pomocí Arthura Waleye, známého britského sinologa.
Fenollosovo tělo bylo zpopelněno v Londýně. Fenollosa si přál, aby jeho popel byl odeslán k pohřbení v kapli Hōmyō v buddhistickém chrámu Mii-dera (三井 寺, 御 井 寺).

## Kritika
Na přednášce na Harvardově univerzitě z roku 2011 Benjamin Elman odkazoval na Fenllosovu Epochs of the Chinese and Japanese Art z roku 1912, kde Fenollosa srovnává degeneraci pozdního císařského čínského umění s tím, co se stalo v oblasti byzantského antického umění v Evropě s nejchudší z byzantských mozaik. Tvrdí, že jedinou nadějí pro beznadějné je vnímat sebe sama jako beznadějné. Podle Elmana bylo Fenollosovo vnímání ovlivněno politickými a vojenskými porážkami říše Qing.

## Dílo
- The Masters of Ukioye: a Complete Historical Description of Japanese Paintings and Color Prints of the Genre School (Mistři Ukioye: Kompletní historický popis japonských obrazů a barevných výtisků žánrové školy), New York: The Knickerbocker Press, 1896
- Epochs of Chinese and Japanese Art (Epochy čínského a japonského umění), Londýn: William Heinemann, 1912
- "Noh" or Accomplishment: A Study of the Classical Stage of Japan ("Noh" nebo úspěch: studium klasického jeviště Japonska), s Ezra Pound, Londýn: Macmillan and Co., 1916
- The Chinese Written Character as a Medium for Poetry (Čínský písemný znak jako médium pro poezii), sestavil Ernest Fenollosa, editor Ezra Pound vydáno posmrtně, 1918.

## Galerie

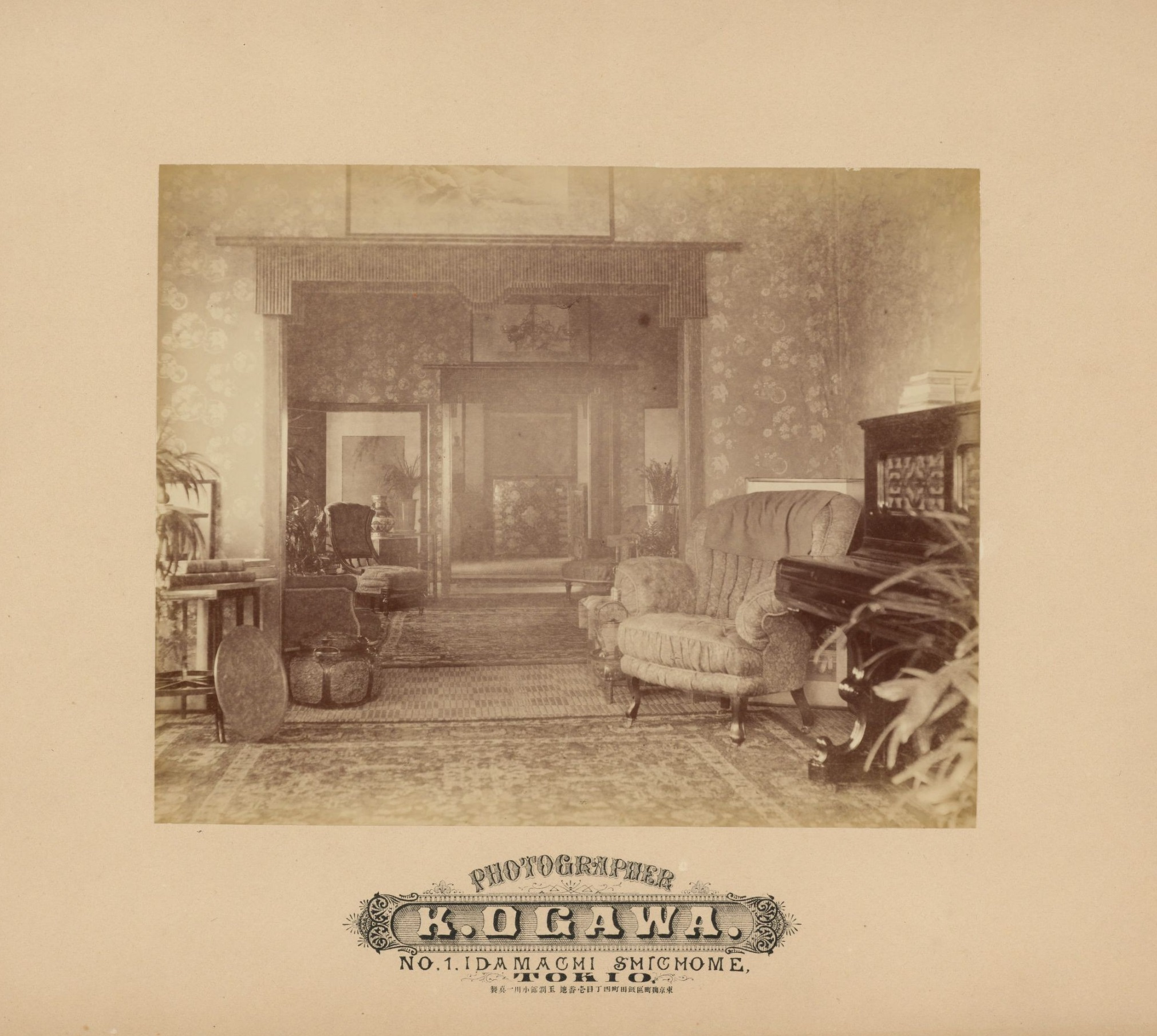
Dům Fenollosy v Japonsku
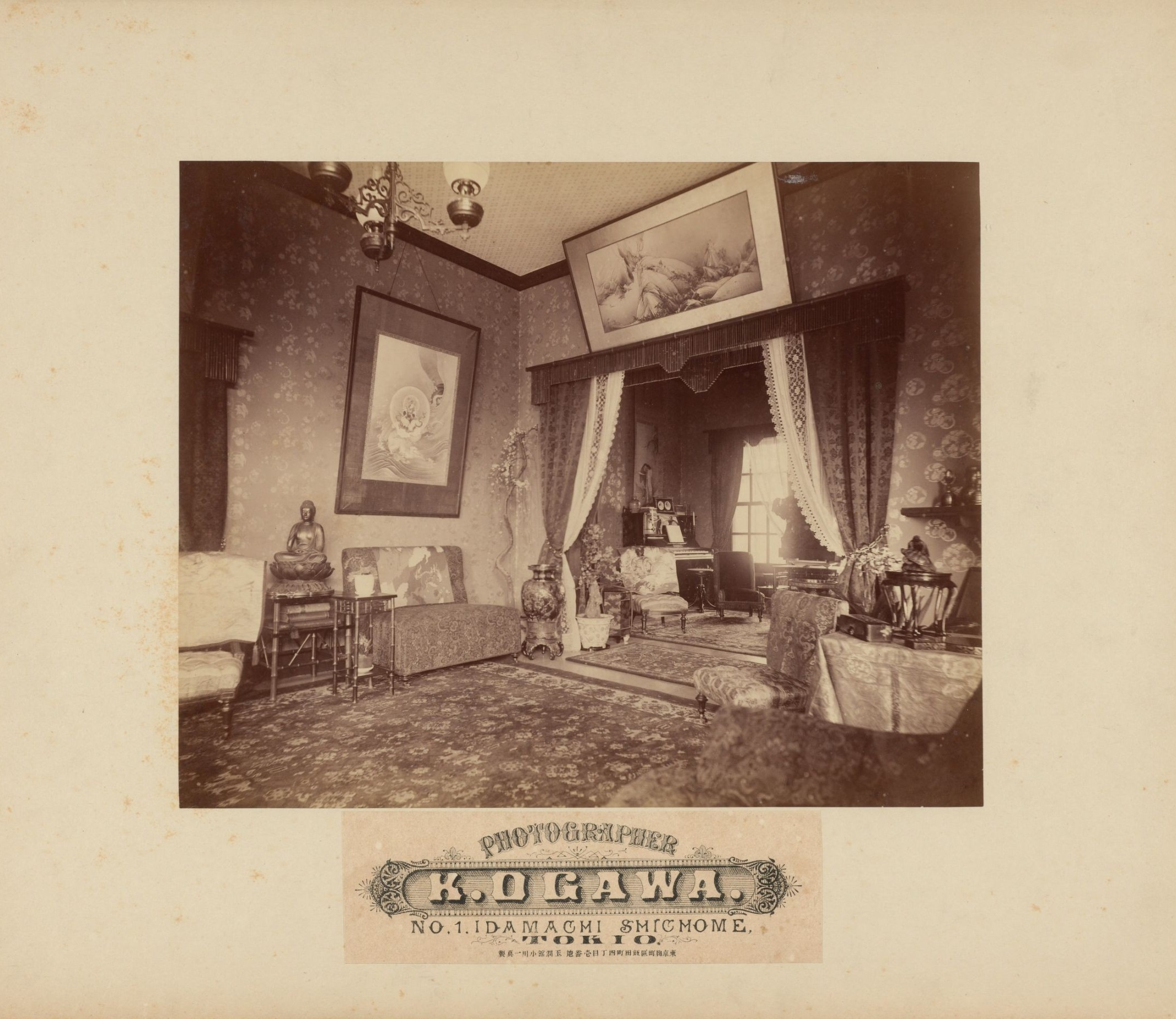
Dům Fenollosy v Japonsku
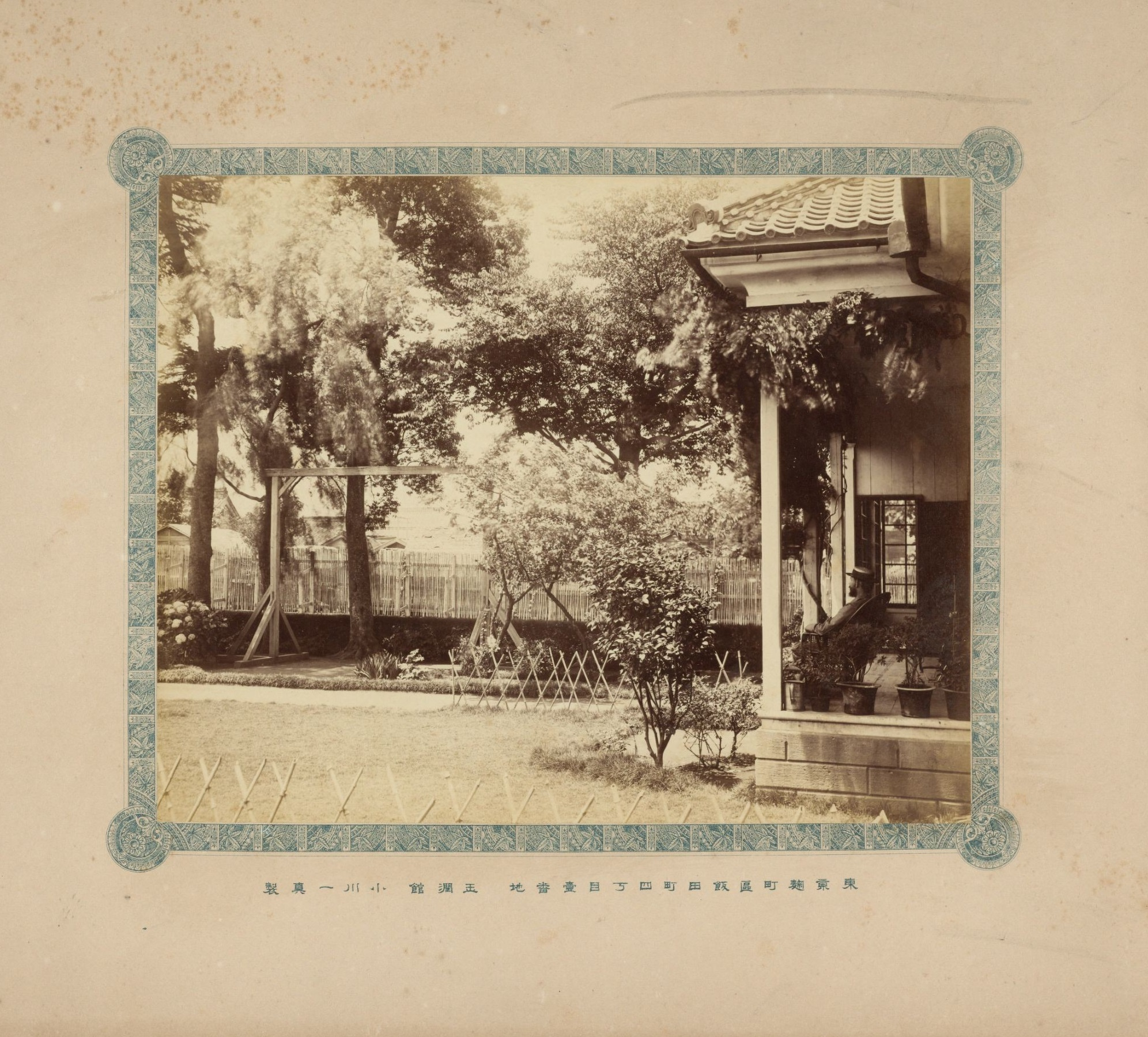
Dům Fenollosy v Japonsku
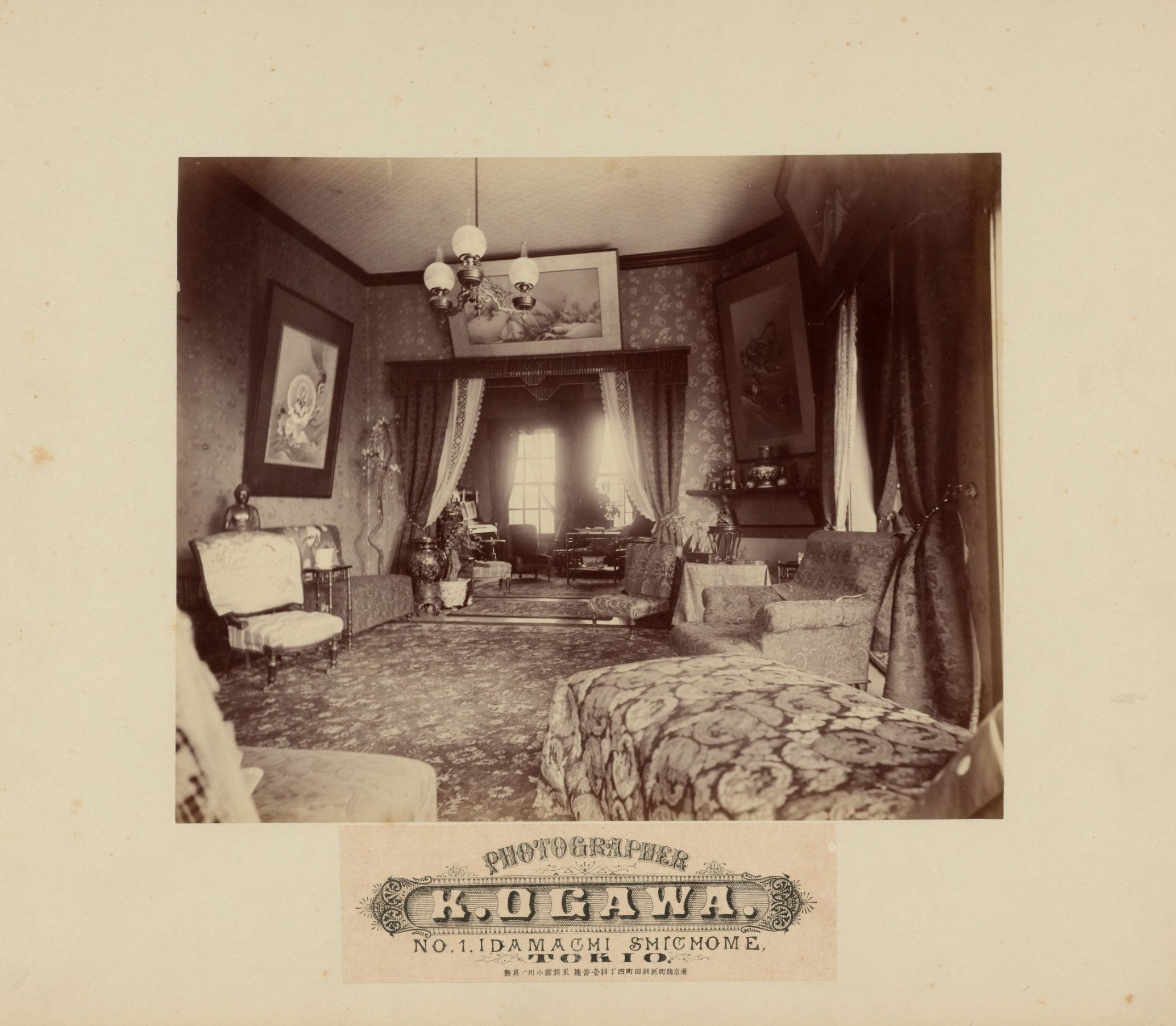
Dům Fenollosy v Japonsku
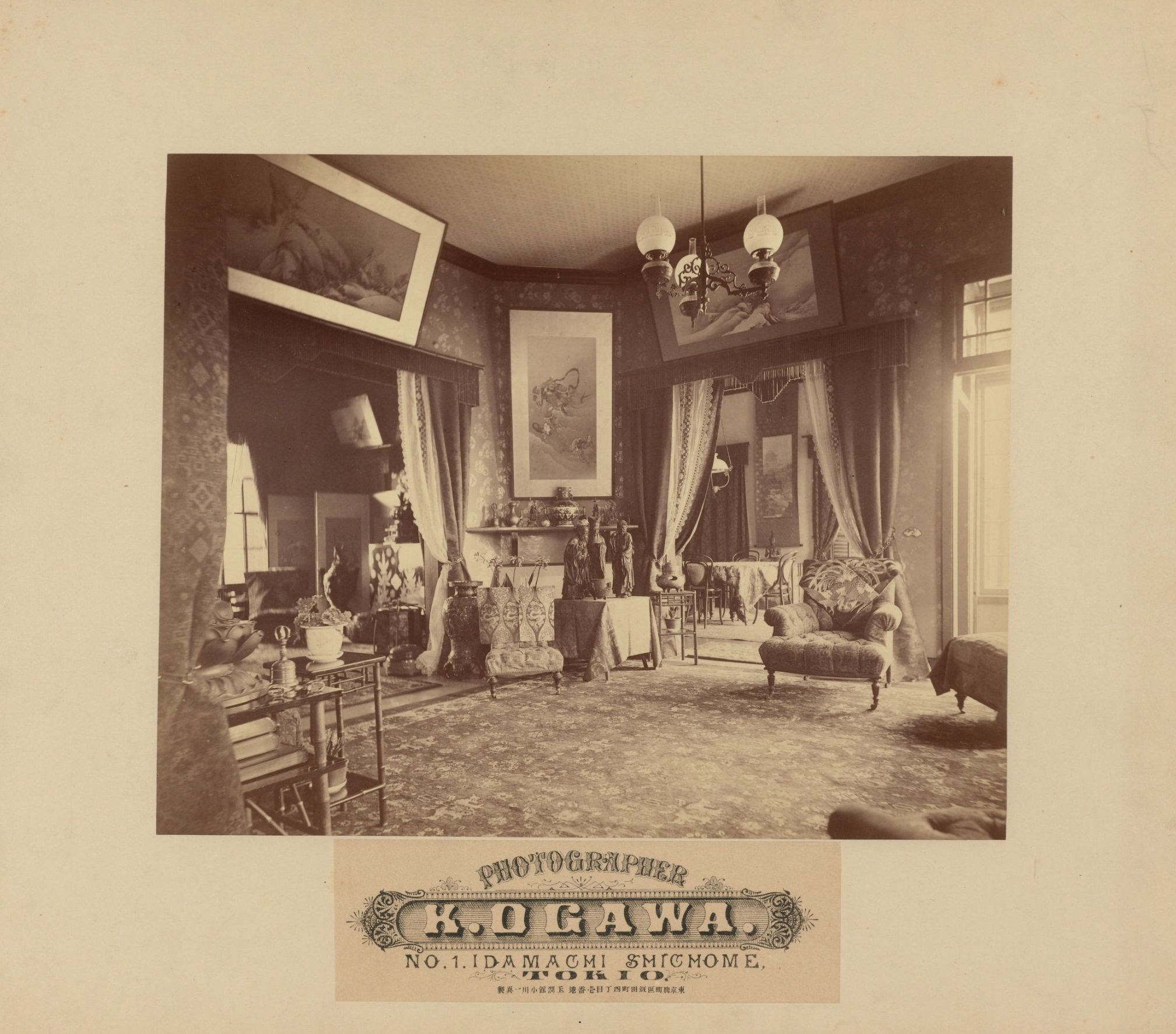
Dům Fenollosy v Japonsku
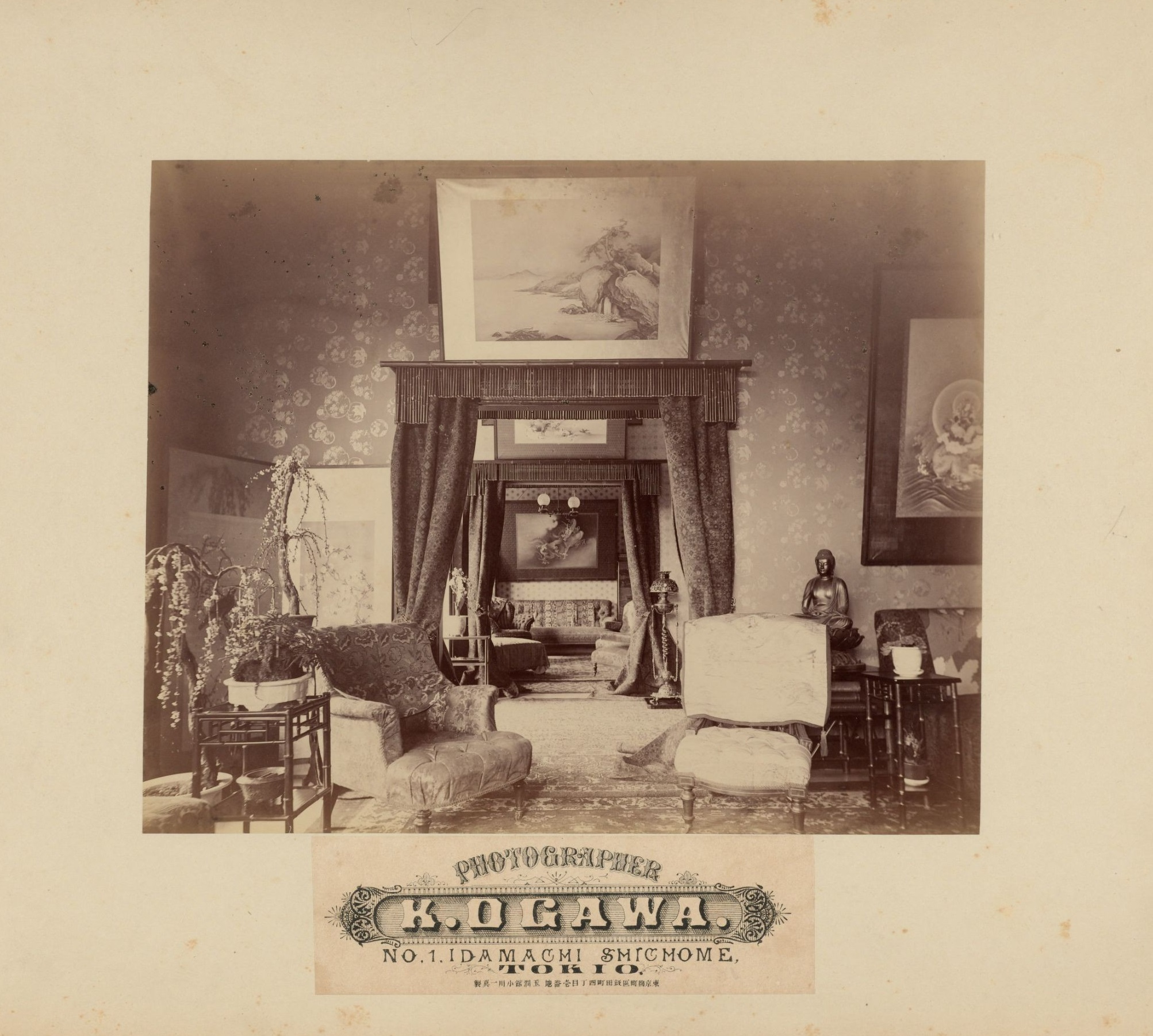
Dům Fenollosy v Japonsku